# Vrch svatého Kříže
Vrch svatého Kříže, nazývaný také Křížek, jehož část se nazývá Parukářka, je kopec na Žižkově v Praze v České republice. Dosahuje nadmořské výšky 276 m. Z protáhlého kopce, upraveného jako park, je západním směrem pěkný výhled na Prahu.

## Historie
Tento park byl původně vinicemi, které založil již ve 14. století císař Karel IV. Mnoho různých autorů, včetně znalce Prahy V. V. Štecha, zde umísťuje pražské popravčí místo, kde měl být popraven roku 1437 Jan Roháč z Dubé. Skutečností ale je, že popraviště za hradbami Města Prahy bývalo severně naproti dnešnímu Domu odborů, na takzvaném Šibeničním vrchu kdesi kolem dnešní Řehořovy ulice, aby bylo posléze přemístěné na Židovské pece, kde se roku 1866 konala poslední veřejná poprava. Na Vrchu sv. Kříže ale pravděpodobně nikdy popraviště nebylo. Proti tomu stojí odborný názor (viz přednáška ZW 26-05-15 ČKAIT ke stavebně-historickým průzkumům Ing. arch. Ševců, z NPÚ) s uvedením místa Vrchu Sv. Kříže jako popraviště s dokladováním i dobové kresby), čímž je uvedený předchozí názor důvodně zpochybněn. Poblíž místa byla zřízena litopunkturní stéla v ose Žižkov-Vinohrady-Staroměstské náměstí-Karlův most-Strahovský klášter.
Na severovýchodní části vrchu se nalézala viniční usedlost, kterou v 19. století zakoupil známý pražský parukář Jan Hrabánek a od té doby se usedlosti a jejímu území říkalo Parukářka. Na tomto místě posléze (1826) postavili francouzští podnikatelé Sellier & Bellot továrnu na zápalky nábojů a na lehkou munici. Od roku 1827 továrna, lidově zvaná Kapslovna, vyráběla zápalky nábojů (říkalo se kapsle) z třaskavé rtuti. Byl to rozsáhlý tovární areál různých objektů. Celý areál byl obehnaný zdí, která zároveň rozdělovala území bývalé usedlosti Parukářka na východě a vlastního Vrchu sv. Kříže na západě. Zeď, kterou dnes můžeme na vrcholu vidět, ale není pozůstatkem obvodové zdi, je to místo, kde se zkoušely výbušniny. Konec továrny na Žižkově předznamenalo neštěstí, kdy při výbuchu v roce 1872 bylo usmrceno 14 lidí a řada jich byla vážně popálena. Výstavba obytných domů se stále víc přibližovala továrně s nebezpečnou výrobou a tak byla továrna v roce 1935 přestěhována do Vlašimi. Posledními připomínkami továrny jsou zmíněná zkušební zeď na vrcholu, vysoký tovární komín a obytný dům č. 53 v Jeseniově ulici s nápisem Sellier & Bellot. Také dva stejné domky naproti přes ulici – bývalá vrátnice továrny. Na jižní straně kopce, v opěrné zdi, pak lze najít i dva zbytky podzemních prostor jižní budovy továrny. Pozůstatky hlavní tovární budovy lze víceméně již jen tušit v některých objektech nad Jeseniovou ulicí, které do dnešní podoby zažily řadu přestaveb, od doby výroby motocyklů, oprav aut (poslední byla Mototechna n.p.), až po přestavbu a dostavbu areálu na bytové a komerční objekty.

## Popis
Vrch je na jižní, mírněji se svažující straně ohraničen zástavbou podél Olšanské ulice, na severní straně zástavbou podél ulice Jeseniovy. Na západní straně byla v 50. letech 20. století proražena patou svahu Prokopova ulice, od které se zvedá schodiště vedoucí k vrcholu kopce. Východní strana parku je ohraničena ulicí Na Parukářce.
Celý Vrch sv. Kříže, chybně někdy celý nazývaný Parukářka, dnes slouží pro relaxaci, zábavu, oddech a sport. Má parkovou až lesoparkovou úpravu, kromě jiného se zde nachází také tři dětská hřiště, na západní straně je malá hospůdka Parukářka z devadesátých let a na východní straně, hustěji porostlé stromy, je hřiště pro psy.

## Stavby
- Vila Stanislava Kostky Neumanna – Na jižní straně zasahuje do svahu zahrada s jednopatrovým památkově chráněným rodinným domem, ve kterém žil v letech 1896–1904 básník S. K. Neumann.[3]
- Protiatomový bunkr Parukářka – V podzemí kopce, vybudovaný v 50. letech 20. století, jehož hlavní vstup je na jihozápadní straně.
- Parukářka (usedlost)
- Pivnice Parukářka

## Pojmenování
Lokalita nemá ani v současné době jednoznačné pojmenování. Název Vrch svatého Kříže dostala údajně podle dřevěného kříže, který stál na holém vrcholu od roku 1822 a tvořil tu výraznou dominantu. Název Parukářka pochází z roku 1804 podle profese tehdejšího majitele usedlosti na severovýchodní části vrchu, který byl výrobcem paruk. Někdy se uvádí i název Olšanský vrch nebo také Zámeček (podle jednopatrové budovy, která stávala proti Olšanům pod schody na kopec a byla zbořena po roce 1910). Podle starousedlíků se prý ale vždycky a odjakživa kopci říkalo Křížek.

## Výhled
Dobře viditelný je odtud nedaleký vrch Vítkov, který se nachází západním směrem, dále také blízký Žižkovský vysílač a rozsáhlý komplex Olšanských hřbitovů (obé jižním směrem odsud). V současné době se rozvíjí aktivita různých občanských sdružení, například Žižkov (nejen) sobě, proti zástavbě blízkého okolí developerskými projekty v podobě vysokých obytných a kancelářských objektů.

## Galerie

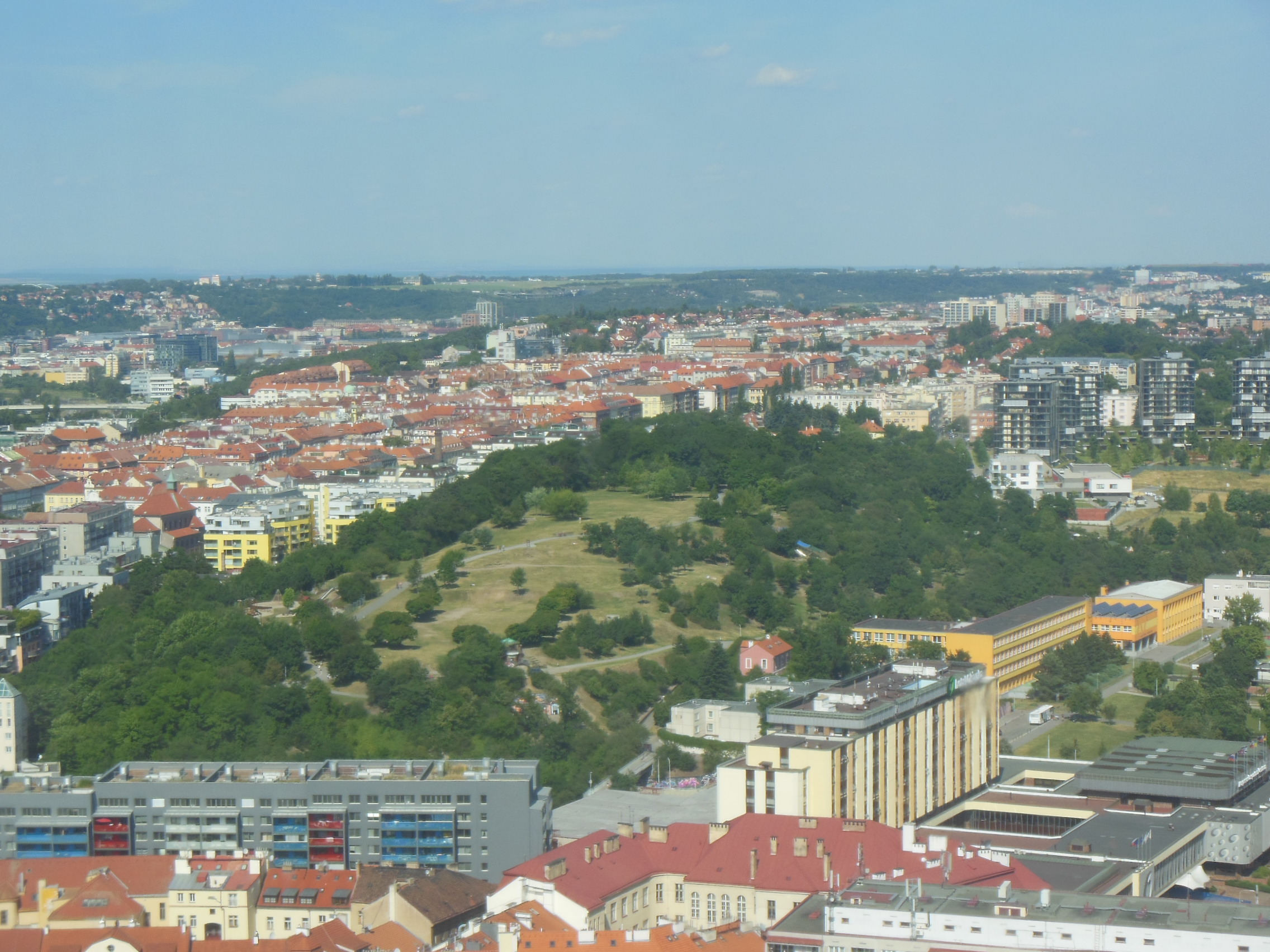
Z věže Žižkovského vysílače je celý vrch hezky vidět
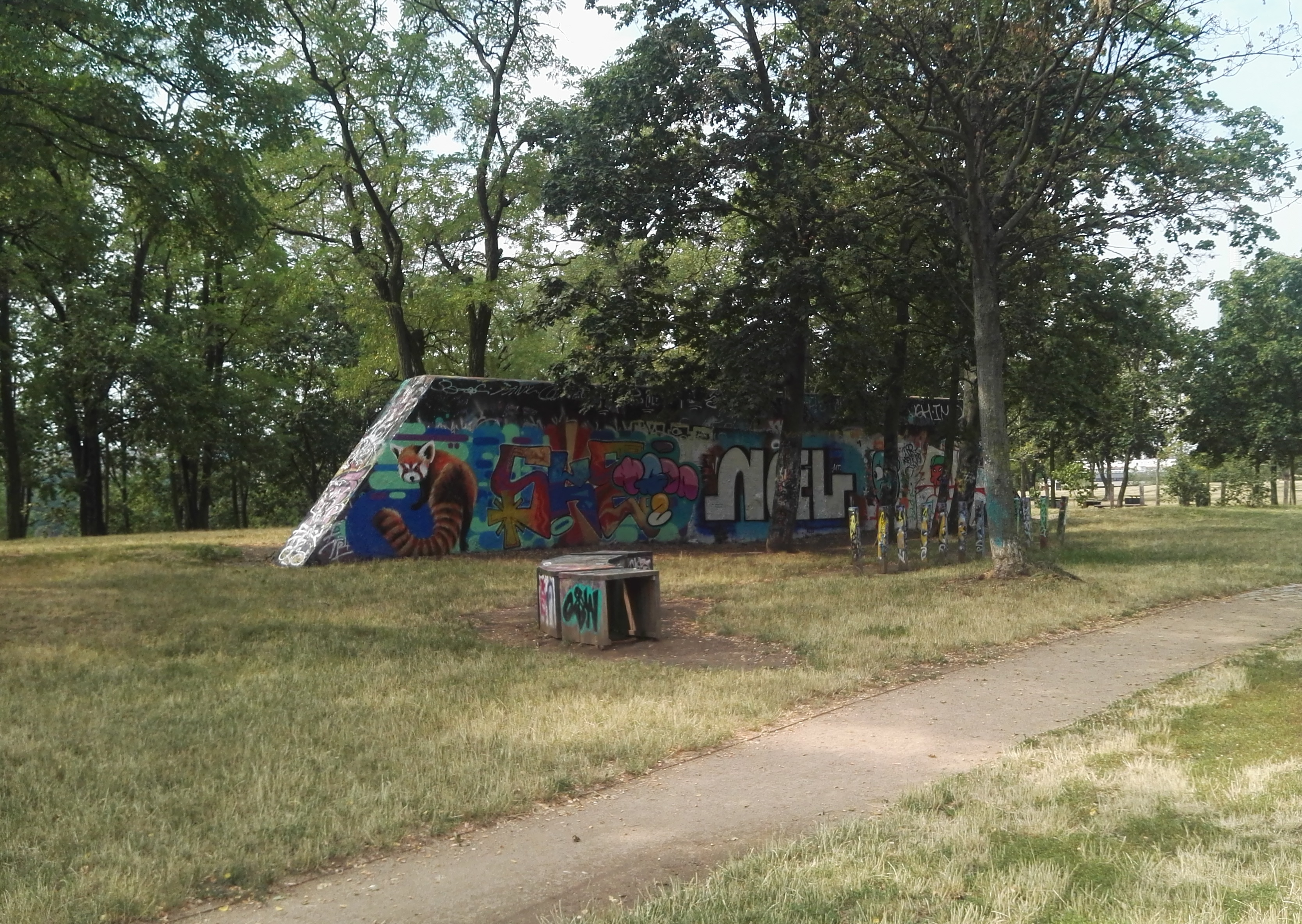
Posprejovaná zeď na Parukářce
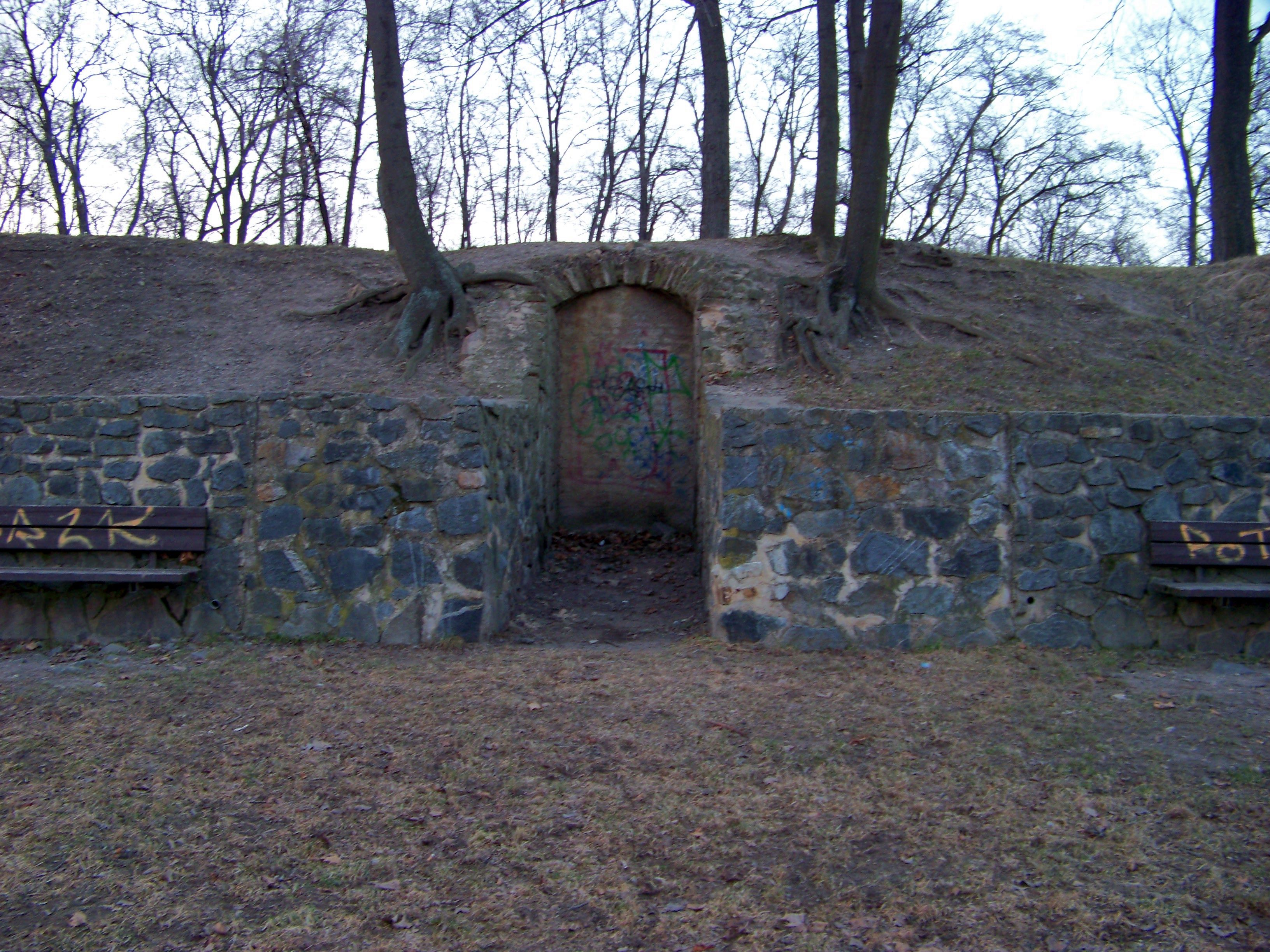
Jedna ze stop po bývalé kapslovně
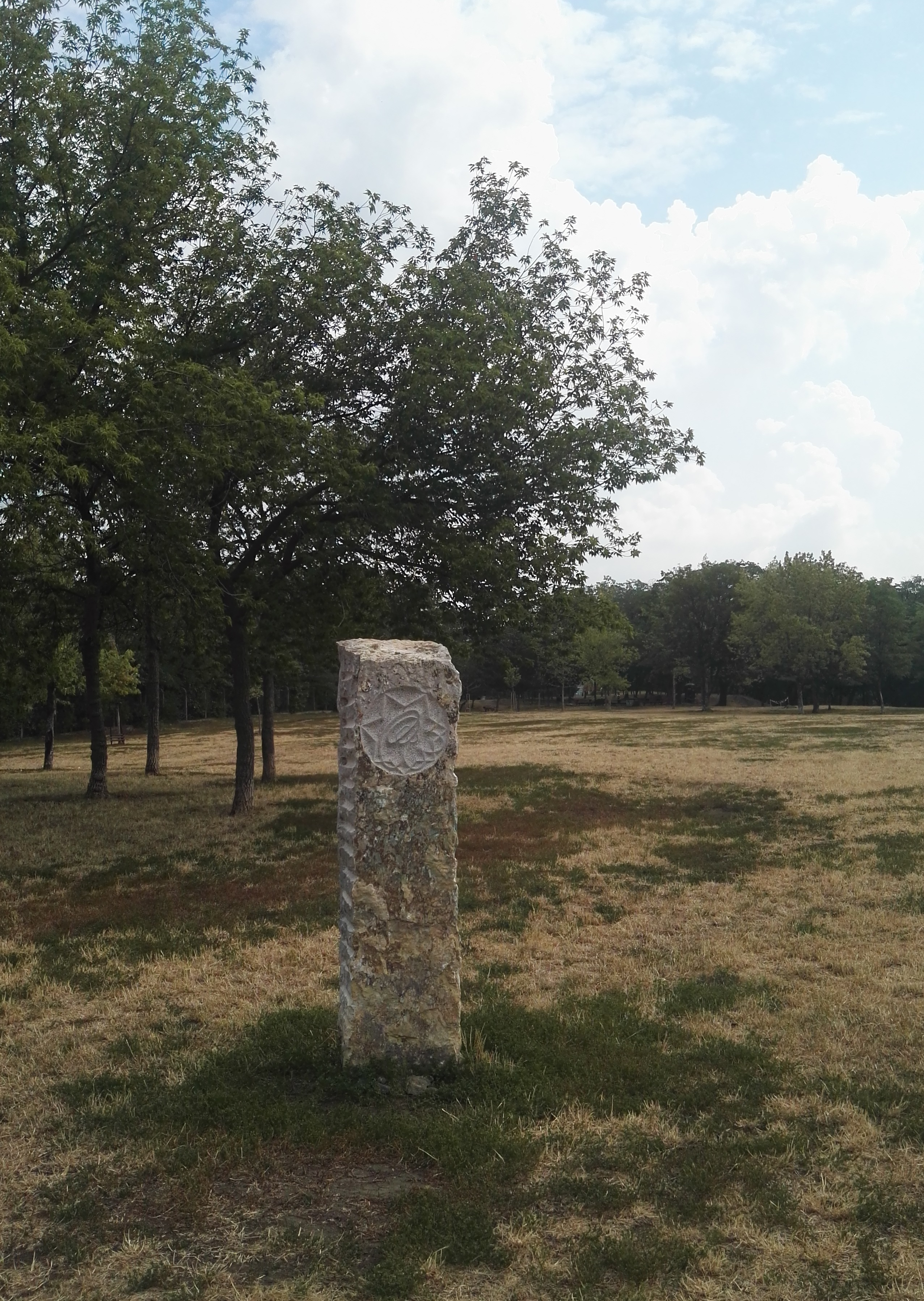
150 cm vysoký novodobý menhir (slivenský mramor)
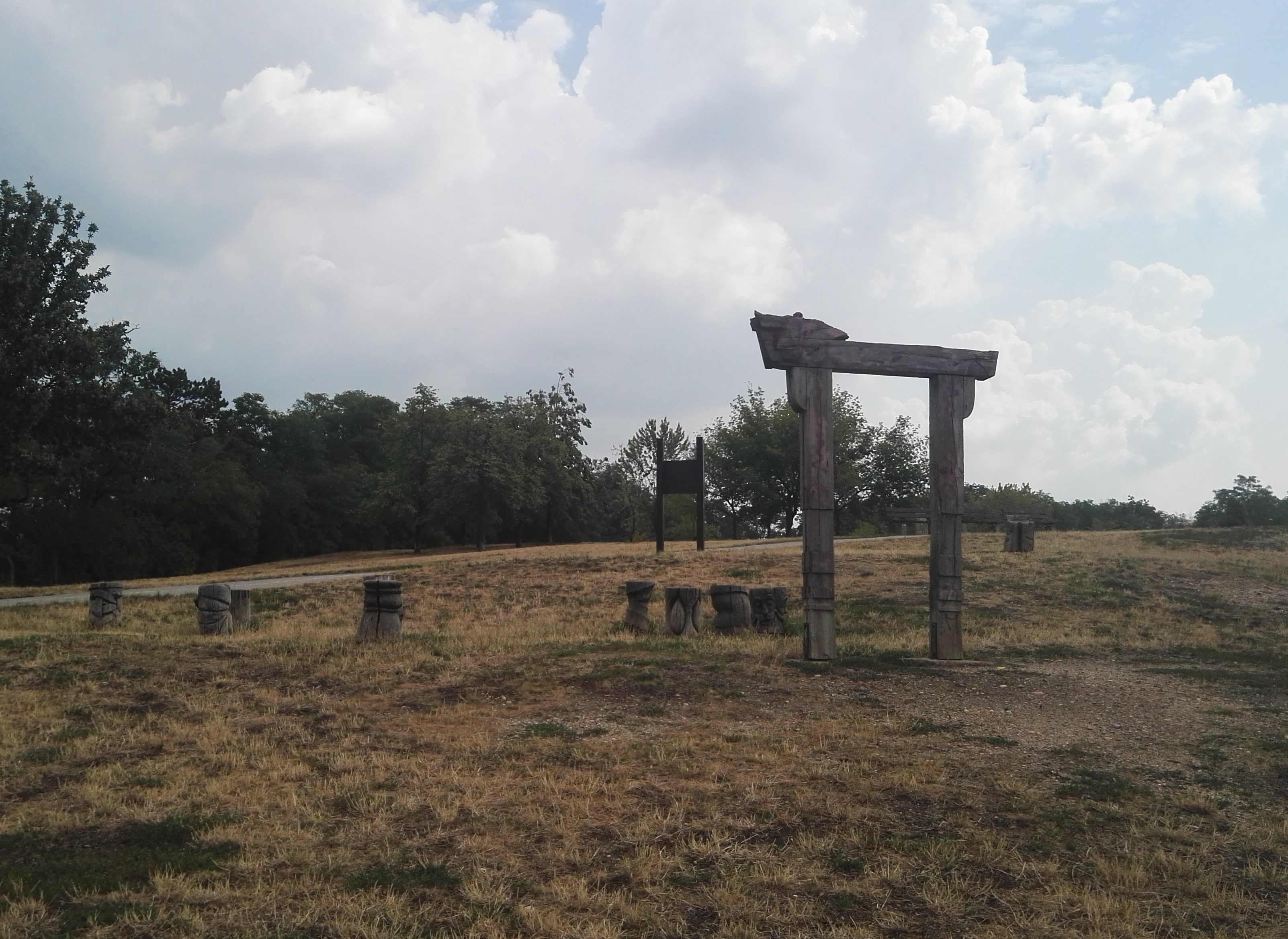
Záhadné artefakty u vrcholu kopce